# Pierre Paupe
Pierre Paupe, né le 24 juillet 1937 à Soubey (originaire du même lieu) et mort le 9 mars 2016, est une personnalité politique suisse du canton du Jura, membre du Parti démocrate-chrétien. Il est député au Conseil des États de 1995 à 2003.

## Biographie
Pierre Paupe naît le 24 juillet 1937 à Soubey, dans le district des Franches-Montagnes. Il est également originaire de ce village. Il obtient un diplôme d'enseignement à l'École normale de Porrentruy en 1957. Il est instituteur aux Enfers, puis à Montfaucon. En 1970, il devient rédacteur et directeur du journal Le Franc-Montagnard,. Lors de la création du canton du Jura en 1979, il met sur pied l'Assurance immobilière du Jura et en devient le directeur, poste qu'il conserve jusqu'à sa retraite en 1999,.
De 1967 à 1981, il préside le conseil de direction de l'Hôpital de Saignelégier. Il siège au conseil d'administration des Chemins de fer du Jura à partir de 1975 et en est le président de 1995 à 2008. Il est également président de 1996 à 2008 de la Banque jurassienne d'épargne et de crédit, devenue en 2003 la Banque Jura Laufon à la suite d'une fusion avec la Regiobank Laufon,,.
Il préside le marché-concours de Saignelégier de 1977 à 1986 et, à partir de 1987, le HC Franches-Montagnes,. Il est colonel à l'armée.
Il meurt le 9 mars 2016.

## Parcours politique
Membre du Parti démocrate-chrétien (PDC), il est maire de Montfaucon de 1967 à 1974.
Il siège ensuite à l'Assemblée constituante du canton du Jura de 1976 à 1979. Lors des premières élections cantonales, en 1978, il se présente à l'élection au Gouvernement jurassien, mais, arrivé en troisième position de la liste démocrate-chrétienne, il se retire à l'issue du premier tour. La même année, il est élu au Parlement jurassien.
De 1989 à 1996, il est maire de Saignelégier. Il est élu une première fois le 27 novembre 1988, au premier tour de scrutin, succédant à son collègue de parti Pierre Beurret,. Lors des élections communales de 1992, il est réélu tacitement. En 1996, il renonce à se présenter pour un troisième mandat.
Il siège au Conseil des États de 1995 à 2003. Il est le premier citoyen du district des Franches-Montagnes à y siéger. Il est élu une première fois le 22 octobre 1995, devançant sa collègue de parti et conseillère aux États sortante Marie-Madeleine Prongué. En 1999, il est réélu de justesse, obtenant 40 voix de plus que l'autre candidat démocrate-chrétien, Philippe Receveur. Il n'est pas candidat pour une troisième législature lors des élections fédérales de 2003.
Au Conseil des États, il est président de 1999 à 2001 de la Commission de la politique de sécurité au moment où est discutée la réforme Armée XXI et de la Délégation suisse auprès de l'Assemblée parlementaire de la francophonie,. À partir de 1997, il est chef du groupe parlementaire « Propriété, sol et logement », mis sur pied par la Fédération romande immobilière et l'Union suisse des professionnels de l'immobilier.
Il occupe en outre les fonctions de secrétaire général de 1979 à 1988, puis de président du PDC du canton du Jura de 1993 à 1996,.